# Cook (månkrater)
För andra betydelser, se Cook (olika betydelser).
Cook är en nedslagskrater på månen. Cook har fått sitt namn efter den brittiske upptäcktsresanden James Cook.
Kratern har en diameter på ungefär 45 km.

## Satellitkratrar
| Cook | Latitud | Longitud | Diameter |
| ---- | ------- | -------- | -------- |
| A    | 17.8° S | 49.2° Ö  | 6 km     |
| B    | 17.3° S | 51.7° Ö  | 9 km     |
| C    | 18.2° S | 51.3° Ö  | 5 km     |
| D    | 20.1° S | 53.4° Ö  | 4 km     |
| E    | 18.4° S | 55.1° Ö  | 5 km     |
| F    | 17.6° S | 55.4° Ö  | 7 km     |
| G    | 18.9° S | 48.7° Ö  | 9 km     |